# Haliris setosa
Haliris setosa is een tweekleppigensoort uit de familie van de Verticordiidae. De wetenschappelijke naam van de soort is voor het eerst geldig gepubliceerd in 1907 door Hedley.